# The Last Run
|  | Aquest article tracta sobre pel·lícula de 1971. Si cerqueu el film estrenat l'any 2004, vegeu «L'última festa». |

The Last Run és una pel·lícula estatunidenca dirigida per Richard Fleischer (i John Huston, sense acreditar), estrenada el 1971.

## Argument
Un ex-pilot i gàngster estatunidenc, ara passa una jubilació pacífica en un petit poble pesquer de Portugal. Rep un encàrrec: travessar la frontera cap a França, amb un assassí evadit i la seva companya. Malgrat els riscos, ho accepta. No obstant això, els plans no surten tal com estaven previstos.

## Repartiment
- George C. Scott: Harry Garmes
- Tony Musante: Paul Rickard
- Trish Van Devere: Claudine "Claudie" Scherrer
- Colleen Dewhurst: Monique
- Aldo Sanbrell: Miguel
- Antonio Tarruella: policia de la motocicleta
- Robert Coleby: autoestopista
- Patrick J. Zurica: primer home
- Rocky Taylor: segon home